# Astragalus sarcocolla
Astragalus sarcocolla (en grec σαρκοκόλλα, de σάρ "carn", i κόλλᾰ "cola"; en àrab anzarūṭ, ʿanzarūt, kuḥl fārisī, kuḥl kirmānī; en persa anzarūt, tashm (< čashm), kandjubā), és un arbust o arbre originari de Pèrsia, identificat amb una espècie d'Astragalus (Papilionaceae), que també denota el seu bàlsam.

## Planta
Anteriorment, el gènere Penaea, pertanyent al Thymelaeaceae, era generalment considerat com la planta original, és a dir, Penaea mucronata L., o Penaea sarcocolla L. o Penaea squamosa L. Però el 1879, W. Dymock va ser capaç de demostrar que almenys la Sarcocolla persa és producte del qual ell va anomenar Astragalus sarcocolla Dym. (Lleguminoses). Àmpliament conegut en l'antiguitat, el medicament ha desaparegut pràcticament de la botiga europea de medicaments, però, segons Meyerhof, encara és ben conegut a l'Orient, especialment en el mercat de medicaments del Caire.

## Història
Plini el Vell (Historia vitalis 24.128, 13.67) informa de l'ús de la sarcocol·la com a pintura i medicina. Dioscòrides Pedaci (De Materia Medica 3.89) i Galè de Pèrgam esmenten el seu poder per a cicatritzar ferides. El filòsof Al-Kindi del segle viii va utilitzar sarcocol·la com a component de moltes receptes en la seva formulació mèdica (Akrabadhin), per a la lepra, entre d'altres. La descripció més detallada és donada pel botànic i farmacòleg del segle xiii Ibn al-Baytar d'acord amb fonts d'informació gregues i àrabs, així com les seves pròpies observacions. La resina consumeix la carn que supura dels abscessos putrescents, ajuda a la maduració dels tumors, s'endú la mucositat i la bilis groga, i és un remei per a les inflamacions de l'ull, per a les parpelles aglutinades i per a la secreció excessiva de l'ull. Pres internament, la resina és un fort purgant, però també fa que caigui el cabell. La millor sarcocol·la consisteix en llavors blanques aixafades i barrejades amb oli de nou. Mesurada de diferents maneres, es pot barrejar amb altres medicaments (sagapenum, bàlsam de mirabolà, àloes, bdel·li, etc.). Quan es pren sola, la resina pot ser letal; per tant, la dosi no hauria de ser superior als 2¼ dírhams. Ibn al-Baytar, tanmateix, sosté que va veure dones egípcies prenent, immediatament després d'un bany, fins a 4 unces de sarcocol·la, juntament amb polpa de meló groc, amb l'esperança d'augmentar així la seva corpulència. Segons l'obra del segle xiii (?) Liber Ignium (Llibre del foc) de Marcus Graecus, la sarcocol·la era un ingredient del foc grec. El cirurgià del segle XVI Brunus de Calàbria va recomanar un guix per a les fractures de crani fet de sarcocol·la, farina de guixó de muntanya, sang de drago i mirra.